# Alcea kurdica
Alcea kurdica är en malvaväxtart. Alcea kurdica ingår i släktet stockrosor, och familjen malvaväxter.

## Underarter
Arten delas in i följande underarter:
- A. k. antilibanotica
- A. k. coelesyriaca
- A. k. kurdica
- A. k. laxiflora